# کومودو ادیت
کومودو ادیت (به انگلیسی: Komodo Edit) یک نرم‌افزار آزاد و متن‌باز ویرایش‌گر متن برای زبان‌های برنامه‌نویسی پویا است.